# Kramermahl

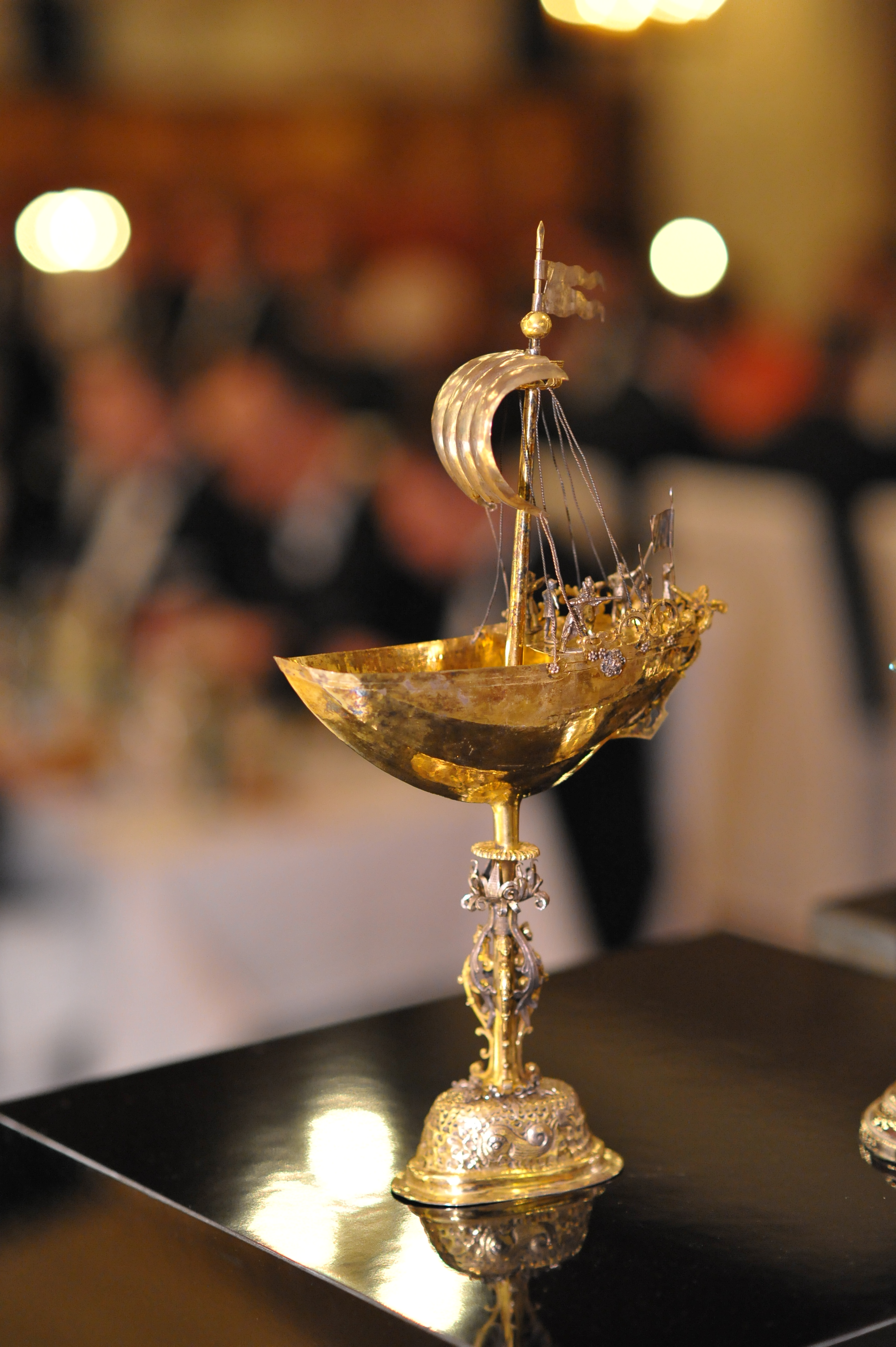
Das Schiffchen

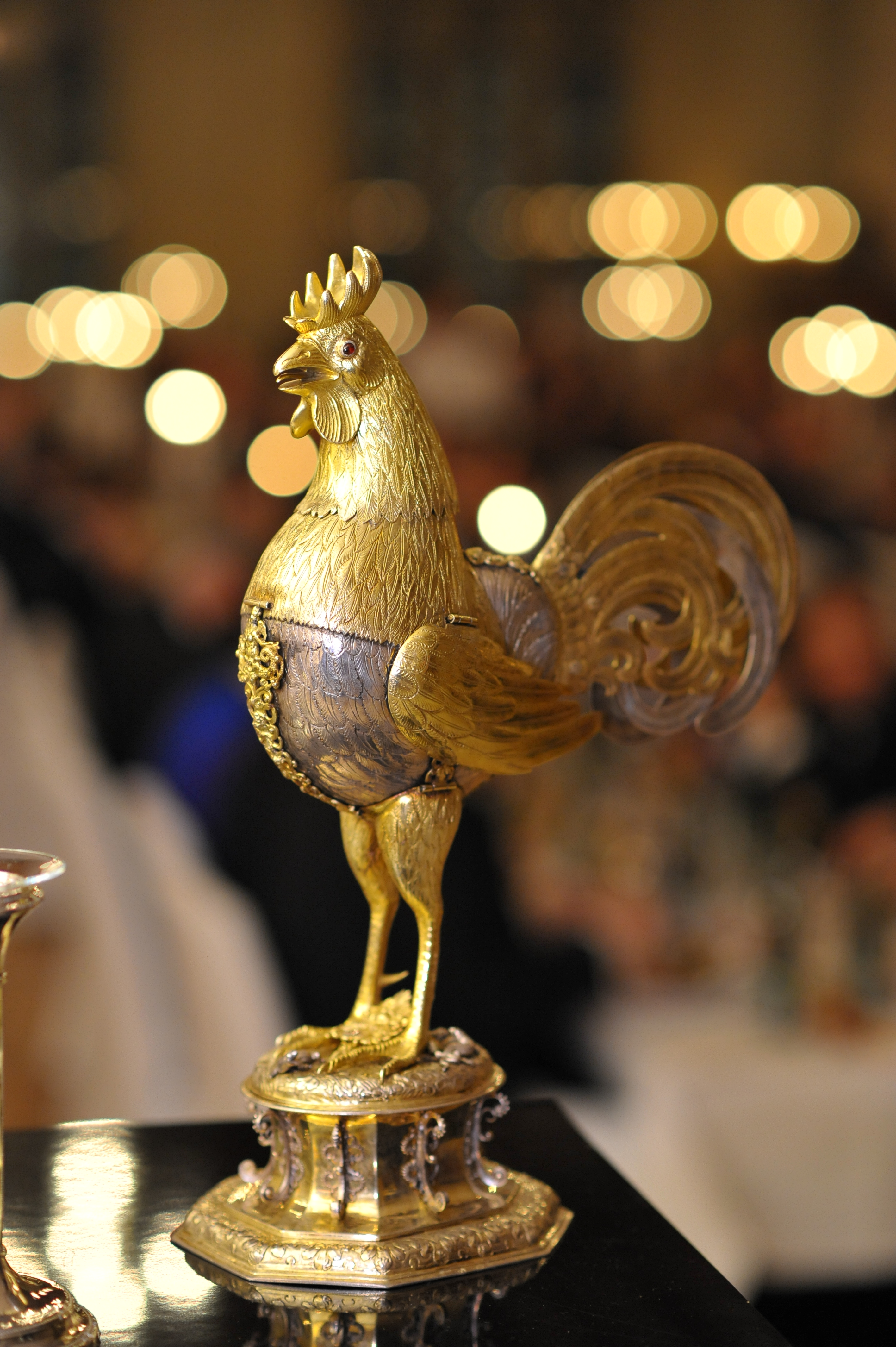
Der goldene Hahn

Das Kramermahl in Münster/Westfalen ist ein feierliches Abendessen, das an mittelalterliche Gildemahle der Kaufleute Münsters anknüpft. Es findet in seiner heutigen Form seit 1956 zu Anfang eines jeden Jahres statt. Veranstaltungsort ist seit 1959 der Festsaal des Rathauses der Stadt Münster. Im Mittelpunkt der Veranstaltung stehen der Austausch und Kontakt zwischen Kaufleuten und Gästen aus dem münsterschen und überregionalen Wirtschafts-, Verwaltungs-, Kultur- und Wissenschaftsleben. Veranstalter des Kramermahls ist der Verein der Kaufmannschaft Münster, welcher auch hierzu einlädt. Er wurde 1835 als Reaktion auf die Auflösung der Zünfte und Gilden Anfang des 19. Jahrhunderts gegründet. Seit seiner Entstehung setzt sich der Verein unter dem Motto „Ehr ist Dwang gnog“ (Ehre ist Zwang genug) für die Weiterentwicklung und Attraktivität der Stadt Münster ein.

## Geschichte des Vereins der Kaufmannschaft zu Münster

### Entstehung
Die Gründung des Vereins der Kaufmannschaft und damit der Ursprung des Kramermahls gehen auf die Errichtung des Krameramtshauses im Jahr 1589 am Alten Steinweg in Münster zurück. In diesem bis heute erhaltenen Gildehaus trafen sich in regelmäßigen Abständen die Mitglieder der Gilden zu Versammlungen. Nach Auflösung der Gilden in den darauffolgenden Jahren erwarb 1824 ein kleiner Kreis münsterscher Kaufleute das Haus, um gleiche Interessen der Kaufmannschaft weiterhin gemeinsam vertreten zu können. Im Mittelpunkt der Gruppe stand der Verlagsbuchhändler und spätere Oberbürgermeister Johann Hermann Hüffer, der ein Konzept zur Gründung eines Vereins entwarf. König Friedrich Wilhelm III. stand jedoch Vereinigungen skeptisch gegenüber, bei welchen der preußische Staat nicht unmittelbar oder mittelbar selbst beteiligt war. Daher mussten die Initiatoren des Vereins 14 Jahre lang auf die Genehmigung ihres Vorhabens warten.

### Entwicklung von 1835 bis 1935
Erst am 8. August 1835 erreichte der Verein der Kaufmannschaft zur „Beförderung der Interessen des Handels im Allgemeinen und der Kaufmannschaft der Stadt Münster im Besonderen“ die nötige Unterzeichnung des Gründungsstatutes durch den König. Der Vorstand des Vereins umfasste sieben Persönlichkeiten Münsters, die Leitung übernahm bis 1853 der Bankier Johann Heinrich von Olfers. Versammlungsort des Vereins war zunächst weiterhin das Krameramtshaus, das 1842 in den Besitz der Stadt Münster überging. Hauptaugenmerk der in Münster handelnden Kaufleute waren zu dieser Zeit die Verkehrswege zu Land und zu Wasser, deren schadhafter Zustand den erfolgreichen Handel erschwerte. Ausbau und Verbesserung des Straßen-, Schienen- und Wassernetzes wurden somit vom Verein der Kaufmannschaft maßgeblich vorangetrieben. So gingen beispielsweise der Bau des münsterschen Hafens und des Dortmund-Ems-Kanales auf gemeinsame Anstrengungen des Vereins und der 1854 gegründeten Handelskammer zu Münster zurück. Neben der Unterstützung des Wirtschaftslebens in Münster legte der Verein einen weiteren Schwerpunkt auf die Förderung des kaufmännischen Nachwuchses. Gemeinsam mit der Handelskammer errichtete er 1889 eine Schule zur Fortbildung junger Kaufleute. Mitte der 1920er Jahre zog die Geschäftsstelle des Vereins zum Prinzipalmarkt um. Versammlungsort wurde das Hotel „Zum König von England“ am Prinzipalmarkt 5. Aufgrund der Weltwirtschaftskrise änderten sich die Aufgaben des Vereins. So richtete er 1929 beispielsweise eine Treuhandstelle ein, um in Not geratene Firmen zu unterstützen. Nach der Feier seines 100-jährigen Bestehens im Jahr 1935 ließ der Verein seine Arbeit für dreizehn Jahre ruhen.

### Entwicklung ab 1948
Mit dem Verleger Friedrich Leopold Hüffer als Vorsitzendem nahm der Verein der Kaufmannschaft 1948 seine Tätigkeit wieder auf. Im Vordergrund standen die Begleitung des Wiederaufbaus der zerstörten Stadt Münster sowie die künftige Verkehrskonzeption und der Wohnungsneubau. Der ursprüngliche Plan der Stadt Münster, die Innenstadt in einer völlig neuen Struktur wiederaufzubauen, wurde insbesondere auf Betreiben des Vereins zugunsten von Konzepten revidiert, die sich an der Stadtstruktur der Vorkriegszeit orientierten. Die historische Kaufmannsstraße Prinzipalmarkt konnte so als ein Wahrzeichen Münsters rekonstruiert werden. Ebenso wurde auf Initiative des Vereins 1950 ein Ausschuss für den Wiederaufbau des Rathauses als Teil des Prinzipalmarktes ins Leben gerufen. Maßgeblich aufgrund dieses Engagements konnte das Rathaus 1958 fertiggestellt und an die Stadt Münster übergeben werden. Seine Geschäftsstelle konnte der Verein 1995 in Erinnerung an seine Ursprünge im Einvernehmen mit allen Beteiligten wieder in das Krameramtshaus zurück verlegen. In diesem Jahr übergab die Stadt das Haus der Westfälischen Wilhelms-Universität, um dort das Kultur- und Wissenschaftszentrum „Haus der Niederlande“ zu gründen. Hintergrund dessen war, dass während der Verhandlungen zum Westfälischen Frieden im Jahre 1648 das Krameramtshaus der niederländischen Delegation als einzig bis heute erhaltenes Gesandtenquartier diente. Seit 1995 finden die jährlichen Vorstands- und Kuratoriumssitzungen des Vereins der Kaufmannschaft somit wieder an traditionsreicher Stelle im Kaminzimmer des Krameramtshauses statt.

## Das Kramermahl seit 1956

### Zeremonie
Mit Blick auf diese erfolgreiche Zusammenarbeit Münsteraner Bürger zum Wiederaufbau des Rathauses und rückbesinnend auf die alte Tradition, lud Friedrich Leopold Hüffer, Vorsitzender des Vereins der Kaufmannschaft zu Münster von 1948 bis 1960, im Jahr 1956 zum ersten Kramermahl der Neuzeit ein. In Anknüpfung an die Zusammenkünfte der Gilden zur Hansezeit war es die Intention Hüffers, ein Zeichen der Gemeinschaft zu setzen und das Ansehen Münsters zu fördern. Veranstaltungsort war zunächst der Zwei-Löwen-Klub in Münster. Nach Fertigstellung konnte der Verein 1959 erstmals in das wieder aufgebaute Rathaus einladen, das seitdem Veranstaltungsort des Kramermahls ist. Friedrich Leopold Hüffer, Ideengeber des Kramermahls der Neuzeit, prägte maßgeblich Struktur und Ablauf des Kramermahls in seiner heutigen Form. Für das erste Kramermahl unter seiner Leitung schlug er dem damaligen Stadtoberhaupt Busso Peus einen wechselseitigen Umtrunk vor: Aus Tradition hielt die Stadt Münster für Ehrengäste einen Ehrentrunk aus dem „Goldenen Hahn“ bereit. Der Verein hatte 1954 ebenso ein kostbares Trinkgefäß erworben, einen Schiffspokal des münsterschen Goldschmieds Melchior von Bueren von Anfang des 17. Jahrhunderts. Mit einem gegenseitigen Ehrentrunk aus dem Schiffspokal und dem Goldenen Hahn sollte nach den Vorstellungen Hüffers die Verbundenheit mit der Stadt Münster Ausdruck verliehen werden. Seitdem ist der wechselseitige Ehrentrunk zeremonieller Höhepunkt des Mahls; beide Pokale werden im Verlauf der Veranstaltung vom kaufmännischen Nachwuchs getragen. Ebenso wird seit Beginn der Kramermahltradition der Neuzeit die Veranstaltung durch den Vorsitzenden mit den Worten „Ein ehrsamer Kaufmann heißt Euch willkommen!“ eröffnet, worauf die Gäste mit einem dreimaligen „Willkommen!“ antworten. Auch diese Tradition geht auf Friedrich Leopold Hüffer zurück. Er besuchte in der ersten Hälfte des 20. Jahrhunderts das frühere Hansekontor in Bergen (Norwegen) und wurde dort von dem Vorsitzenden der Kaufleute mit diesem Spruch begrüßt. Weitere Einzelheiten des Zeremoniells beim Kramermahl wurden in der Vorstandssitzung am 19. Dezember 1955 beschlossen: „Es werden nur kurze Ansprachen gehalten und es werden Trinksprüche ausgebracht: 1. Auf das deutsche Vaterland, 2. Auf die hochlöbliche Kaufmannschaft. 3. Auf die gute alte Stadt Münster.“ Ebenso wurde die Menüfolge bestimmt, wobei die Kaufmannschaft ein schlichtes und regionales Menü festlegte. So gibt es bis heute wahlweise Münsterländer Schinken auf Landbrot oder Alter Holländer Käse auf einer Scheibe Pumpernickel als Vorspeise, gefolgt von Grünkohl mit Mettwurst sowie westfälische Stippmilch mit Pumpernickelbröseln und Zimtzucker als Abschluss. Zum ersten Gang wird Münsteraner Pinkus Bier gereicht, Rot- und Weißwein begleiten den Hauptgang. Nach dem Mahl werden Mocca, Münsterländer Doppelkorn und Tabak gereicht, um traditionsgemäß das Essen mit einer speziellen Pfeife zu beschließen. Da das neue Nichtraucherschutzgesetz für Nordrhein-Westfalen auch für Brauchtumsveranstaltungen keine Ausnahme mehr vorsieht, findet das Pfeifenrauchen seit dem Kramermahl 2014 nicht mehr statt.
Anders als zum Beispiel bei der Schaffermahlzeit in Bremen sind Frauen von jeher beim Kramermahl zugelassen, befinden sich aber bis heute unter den Gästen in der Minderheit. Die Gästeliste ist aufgrund der Kapazitäten des Festsaals im Rathaus auf zirka 340 Personen begrenzt. Teilnehmen dürfen die Mitglieder des Vereins der Kaufmannschaft sowie ausgewählte weitere Persönlichkeiten. Die Verbindung von Tradition und thematischer Aktualität haben dazu geführt, dass das Kramermahl überregionale Bekanntheit erlangt hat und zu den bedeutendsten Festakten der Stadt Münster zählt.

### Ehrengäste
Anfangs nur sporadisch, seit 1968 Bestandteil der Tradition des Kramermahls ist die Einladung eines besonderen Gastes als prominentem Festredner. So sprach beispielsweise Alfred Müller-Armack, der geistige Vordenker der „Sozialen Marktwirtschaft“ und Nationalökonom aus Münster, im Jahr 1964 zu den Gästen des Kramermahls und 1968 Hans Berger, der damalige Chef des Bundespräsidialamts. Ein Jahr später war Bundeskanzler Kurt Georg Kiesinger Ehrengast. Aufgrund der allgemeinen Studentenbewegungen zu dieser Zeit konnte der Bundeskanzler das Rathaus der Universitätsstadt jedoch nur durch eine Seitentür erreichen, begleitet von lautstarken Protesten. Diese bezeichnete Kiesinger in seiner Rede als „legitime Mittel der demokratischen Meinungsfreiheit“, solange sie nicht die Schwelle der brutalen Gewalt überschritten. Einsetzender Dauerregen bereitete den Protesten letztlich ein Ende und das Kramermahl konnte in Ruhe fortgeführt werden. Weitere Ehrengäste der nächsten Jahre waren zum Beispiel 1973 Ludwig Poullain, damaliger Vorstandsvorsitzender der Westdeutschen Landesbank, 1978 der damalige Bundestagspräsident Karl Carstens oder 1984 Richard von Weizsäcker, damals regierender Bürgermeister Berlins. 2005 konnte Angela Merkel als Ehrengast gewonnen werden. Sie unterbrach mit ihrem Festvortrag „Deutschland 2005 – Herausforderungen und Chancen“ die lange Riege der männlichen Festredner. Ehrengast 2013 war Martin Wansleben, Hauptgeschäftsführer des Deutschen Industrie- und Handelskammertags e. V.